# Burg Neidingen

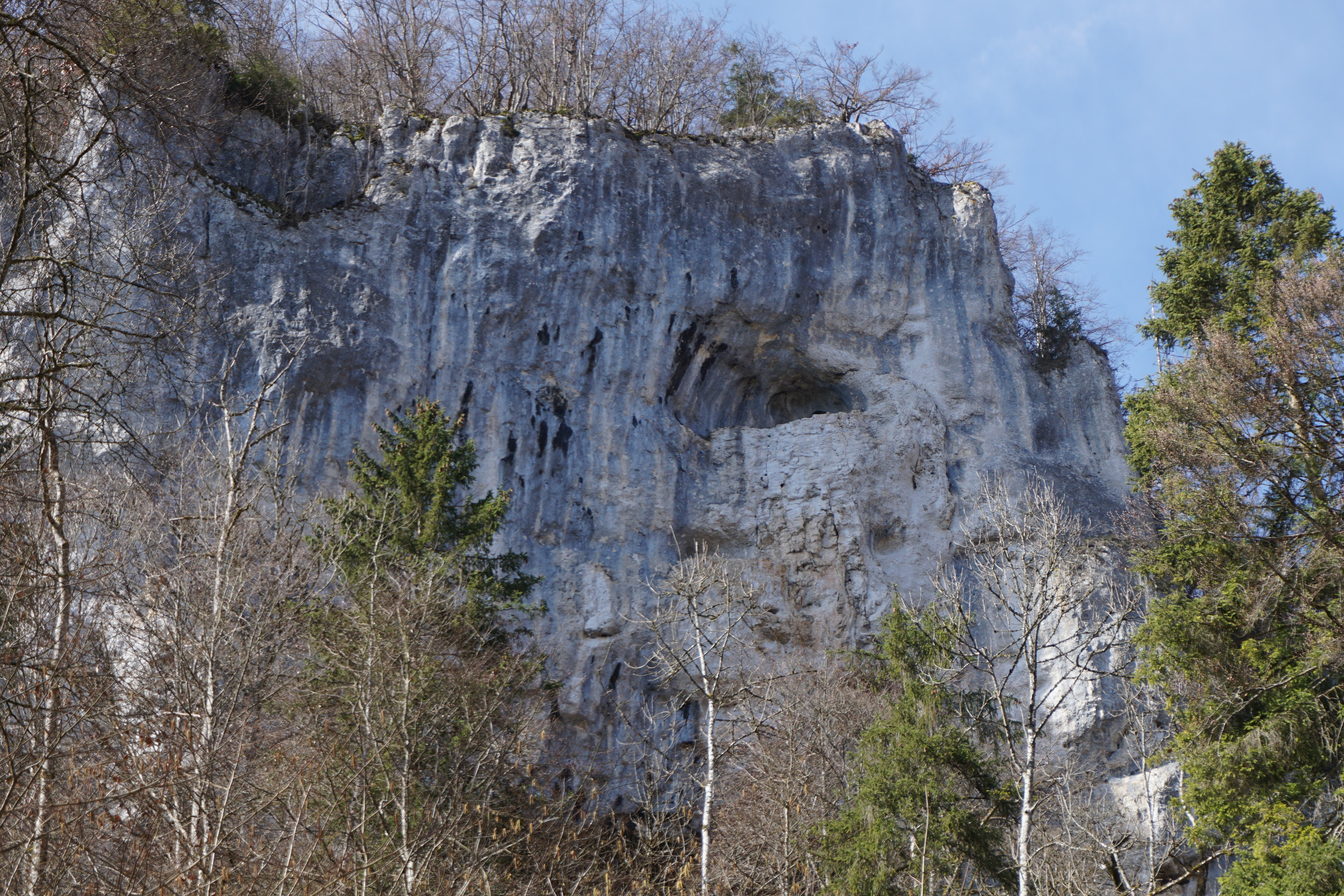
Fallfels von Neidingen aus gesehen (mögliche Mauerreste?)

Die Burg Neidingen, auch Fallfels- oder Fallfelsenhöhle genannt, ist die Ruine einer Höhlenburg bei Neidingen, einem Ortsteil der Gemeinde Beuron im Landkreis Sigmaringen in Baden-Württemberg.
Über die genaue Datierung der hochmittelalterlichen Höhlenburg in Felslage ist nichts bekannt. Von der ehemaligen Burganlage sind noch geringe Mauerreste erhalten.
Die Fallfelsenhöhle ist ein geschütztes Geotop mit der Kennung ND8437013.